# Конференция Big East
Конфере́нция Big East (англ. Big East Conference, стилизовано как BIG EAST) — конференция в первом дивизионе студенческого спорта США, основанная 31 мая 1979 года Дэйвом Гэвиттом. Штаб-квартира конференции находится в Нью-Йорке, штат Нью-Йорк. Участники конференции соревнуются в первом дивизионе NCAA. В настоящее время в состав конференции входят 11 университетов, расположенных на Среднем Западе и Северо-Востоке США.

## Члены конференции

### Полные члены
| Университет                        | Место положения            | Основан | Вступил | Тип             | Студентов | Прозвище   |
| ---------------------------------- | -------------------------- | ------- | ------- | --------------- | --------- | ---------- |
| Батлеровский университет           | Индианаполис (Индиана)     | 1855    | 2013    | Частный         | 5 506     | Бульдогс   |
| Крейтонский университет            | Омаха (Небраска)           | 1878    | 2013    | Частный         | 8 910     | Блюджейс   |
| Университет Де Поля                | Чикаго (Иллинойс)          | 1898    | 2013    | Частный         | 22 437    | Блю Димонс |
| Джорджтаунский университет         | Вашингтон (округ Колумбия) | 1789    | 2013    | Частный         | 19 204    | Хойяс      |
| Университет Маркетт                | Милуоки (Висконсин)        | 1881    | 2013    | Частный         | 11 605    | Иглз       |
| Провиденский колледж               | Провиденс (Род-Айленд)     | 1917    | 2013    | Частный         | 4 922     | Фрайерс    |
| Университет Сент-Джонс в Нью-Йорке | Куинс (Нью-Йорк)           | 1870    | 2013    | Частный         | 21 643    | Ред Сторм  |
| Университет Сетон-Холл             | Саут-Ориндж (Техас)        | 1856    | 2013    | Частный         | 10 162    | Пайретс    |
| Университет Вилланова              | Вилланова (Пенсильвания)   | 1842    | 2013    | Частный         | 11 023    | Уайлдкэтс  |
| Университет Ксавье                 | Цинциннати (Огайо)         | 1831    | 2013    | Частный         | 7 132     | Маскетирс  |
| Коннектикутский университет        | Сторс (Коннектикут)        | 1881    | 2020    | Государственный | 32 257    | Хаскис     |

### Ассоциированные члены
| Университет                   | Место положения            | Основан | Вступил   | Тип             | Студентов | Прозвище    | Спорт                           | Основная конференция |
| ----------------------------- | -------------------------- | ------- | --------- | --------------- | --------- | ----------- | ------------------------------- | -------------------- |
| Университет Старого Доминиона | Норфолк (Виргиния)         | 1930    | 2013      | Государственный | 24 176    | Монаркс     | Хоккей на траве                 | CUSA                 |
| Университет Темпл             | Филадельфия (Пенсильвания) | 1884    | 2013      | Государственный | 39 755    | Аулс        | Хоккей на траве                 | AAC                  |
| Денверский университет        | Денвер (Колорадо)          | 1864    | 2013 2016 | Частный         | 11 952    | Пайонирс    | Мужской лякросс Женский лякросс | Summit League        |
| Университет Либерти           | Линчберг (Виргиния)        | 1971    | 2016      | Частный         | 15 000    | Леди Флеймс | Хоккей на траве                 | ASUN                 |
| Квиннипэкский университет     | Хамден (Коннектикут)       | 1929    | 2016      | Частный         | 10 207    | Бобкэтс     | Хоккей на траве                 | MAAC                 |

### Бывшие ассоциированные члены
| Университет                            | Место положения            | Основан | Вступил | Покинул | Тип             | Студентов | Прозвище      | Спорт                           | Основная конференция | Новая конференция |
| -------------------------------------- | -------------------------- | ------- | ------- | ------- | --------------- | --------- | ------------- | ------------------------------- | -------------------- | ----------------- |
| Ратгерский университет в Нью-Брансуике | Нью-Брансуик (Нью-Джерси)  | 1766    | 2013    | 2014    | Государственный | 50 254    | Скарлет Найтс | Хоккей на траве Лякросс         | Big Ten              | Big Ten           |
| Луисвиллский университет               | Луисвилл (Кентукки)        | 1798    | 2013    | 2014    | Государственный | 21 431    | Кардиналс     | Хоккей на траве Женский лякросс | ACC                  | ACC               |
| Университет Цинциннати                 | Цинциннати (Огайо)         | 1819    | 2013    | 2018    | Государственный | 38 062    | Бэркэтс       | Женский лякросс                 | AAC                  | AAC               |
| Университет Темпл                      | Филадельфия (Пенсильвания) | 1884    | 2013    | 2018    | Государственный | 39 755    | Аулс          | Женский лякросс                 | AAC                  | AAC               |
| Флоридский университет                 | Гейнсвилл (Флорида)        | 1853    | 2014    | 2018    | Государственный | 52 218    | Гейторс       | Женский лякросс                 | SEC                  | AAC               |
| Вандербильтский университет            | Нашвилл (Теннесси)         | 1873    | 2014    | 2018    | Частный         | 12 824    | Комодорс      | Женский лякросс                 | SEC                  | AAC               |
| Университет Старого Доминиона          | Норфолк (Виргиния)         | 1930    | 2018    | 2020    | Государственный | 24 176    | Монаркс       | Женский лякросс                 | CUSA                 | AAC               |
| Коннектикутский университет            | Сторс (Коннектикут)        | 1881    | 2013    | 2020    | Государственный | 27 412    | Хаскис        | Хоккей на траве Женский лякросс | AAC                  | Big East          |